# Drosophila sikkimensis
Drosophila sikkimensis este o specie de muște din genul Drosophila, familia Drosophilidae, descrisă de Gupta în anul 1991. Conform Catalogue of Life specia Drosophila sikkimensis nu are subspecii cunoscute.